# James Wild (homme politique)
Pour les articles homonymes, voir James Wild.
James Oliver Wild (né le 5 janvier 1977)  est un homme politique du Parti conservateur britannique. Il est député pour Norfolk Nord-Ouest depuis 2019.

## Biographie
Wild fréquente la Norwich School, puis étudie au Queen Mary College, Université de Londres, où il obtient un BA en politique.
Après l'université, il travaille dans les relations publiques pour T-Mobile et Hanover Communications avant de devenir conseiller spécial du ministre des Affaires et des Entreprises. Par la suite, il est conseiller spécial du ministre de l'Énergie, conseiller spécial du secrétaire d'État à la Défense, chef de cabinet du chancelier du duché de Lancastre et ministre du Cabinet, puis conseiller spécial principal auprès du Premier ministre. En novembre 2019, il est candidat du Parti conservateur pour North West Norfolk.
Wild est élu à la Chambre des communes le 13 décembre 2019.
Wild est marié à la baronne Evans de Bowes Park, qui est Leader de la Chambre des lords et ancienne Lord du sceau privé,.
Il est réélu avec 36,1% des voix lors des élections générales de 2024.